# 大韓地誌

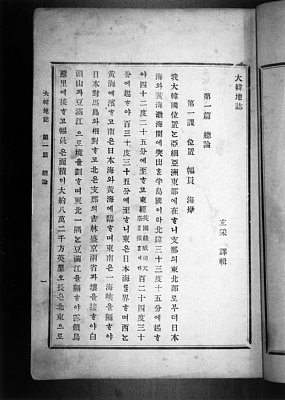
『大韓地誌』（1899年）

大韓地誌（だいかんちし）は、帝政時代の李氏朝鮮（大韓帝国）で編纂された地理書。1899年（光武3年）に書家として知られる玄采が著した。

## 概要
『大韓地誌』を編纂するにあたり、翻訳と編集に玄采（1886 - 1925年）が活用した資料の底本とその著者、年代等は不詳であるが、概ね小松運の『朝鮮八道誌』（1887年）と松本仁吉の『朝鮮地誌要略』（1894年）の記述を参考にし、2人の記述法を模倣したものと評されている。玄采自身が光武3年（1899年）の初版に後敍した跋文によれば、日本人の手になる多くの朝鮮地誌類を基にし、朝鮮の『東国輿地勝覧』等を参考にして記述したとしている。初版は1899年で、光武5年（1901年）に再版された。 
19世紀末の朝鮮半島の地理・地誌を簡潔に記述している貴重な書籍で、韓国の学校教育でも使われていた。ただし、大韓帝国の開化期の地理の教科書であった『大韓地誌』は日本の韓国併合にともない、1910年11月19日付の官報第69号に報道された朝鮮総督府告示第72号禁書処分されて押収、焼却処分された。
日韓双方が領有権を主張している竹島（韓国名：獨島）を巡る問題で、この『大韓地誌』に記載されている領域が問題になっている。それはこの書籍には、大韓帝国の領域は北緯33度15分から北緯42度25分、東経124度30分から東経130度35分までと記しているが、実際の竹島は北緯37度14分、東経131度52分に位置しており、大韓帝国の領域には含まれていない。この指摘に対して、韓国側では大韓地誌の経緯度表示は日本の地理書の内容をそのまま翻訳したからだと反駁している。
韓国におけるこの領域認識は日本の統治から解放された1945年以降にも見られ、当時にあっても竹島は韓国領でないと広く認識されていたと考えられる。
また、韓国は「日本海」の呼称は「東海」が正しいと世界に呼びかけているが（日本海呼称問題）、この『大韓地誌』では「日本海」と表記している。

## 附図
附図として『大韓全図』が収載されている。

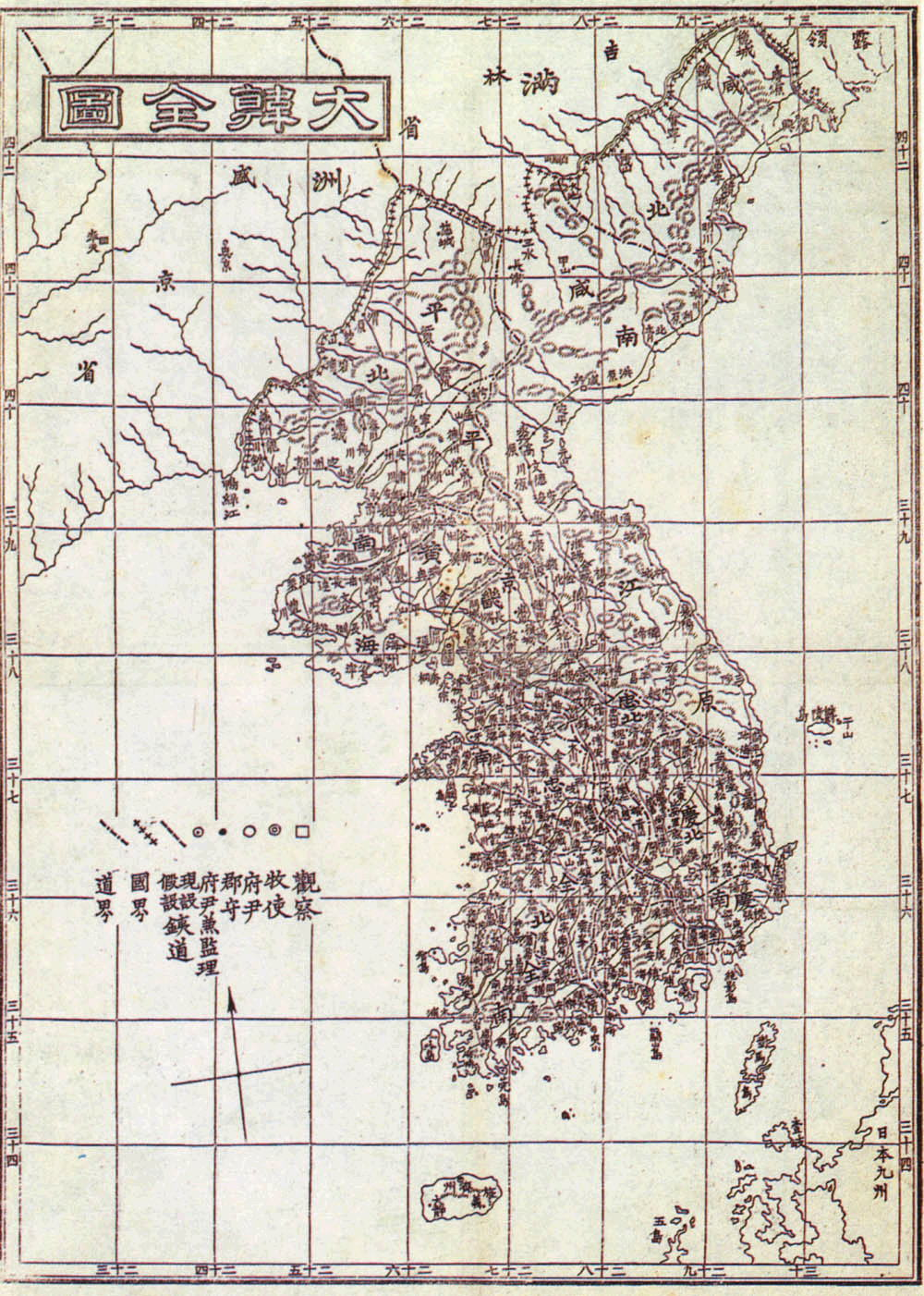
附録『大韓全図』

朝鮮全土を表す地図にも、日韓で領有権争いのある竹島（韓国名：独島）は描かれていない。また、韓国が独島だと主張する「于山島」の「于山」の文字が鬱陵島の右に書かれている。

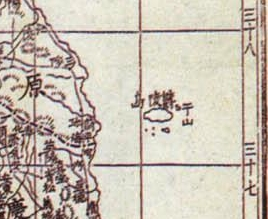
『大韓全図』の鬱陵島周辺部